# Horst-Günter Zimmer
Horst-Günter Zimmer (* 30. Juni 1937 in Lübeck; † 24. September 2016) war ein deutscher Mathematiker, der sich mit (algorithmischer) Zahlentheorie und Computeralgebra beschäftigte.
Zimmer promovierte 1966 an der Eberhard-Karls-Universität Tübingen bei Peter Roquette (Über eine quadratische Form auf der Gruppe der rationalen Punkte einer elliptischen Kurve über einem Funktionenkörper). Er war bis zu seiner Emeritierung 2002 Professor an der Universität des Saarlandes.
Zimmer beschäftigte sich unter anderem mit Arithmetik elliptischer und hyperelliptischer Kurven mit Anwendungen in der Kryptographie. Seine Gruppe entwickelte das speziell für zahlentheoretische Anwendungen gedachte Computeralgebra-System SIMATH.
1980 gab er die englische Ausgabe der Zahlentheorie-Vorlesungen von Helmut Hasse heraus.

## Schriften
- mit Susanne Schmidt: Elliptic Curves. A computational approach (= De Gruyter Studies in Mathematics. 31). de Gruyter, Berlin u. a. 2003, ISBN 3-11-016808-1.
- als Herausgeber mit Alf J. Van Der Poorten, Igor Shparlinski (Hrsg.): Number theoretic and algebraic methods in computer science. Proceedings of the International Conference, Moskau Juni/Juli 1993. World Scientific, Singapur u. a. 1995, ISBN 981-02-2334-X.
- Computational problems, methods, and results in algebraic number theory (= Lecture Notes in Mathematics. 262). Springer, Berlin u. a. 1972, ISBN 3-540-05822-2.